# Hydrogénation des corps gras

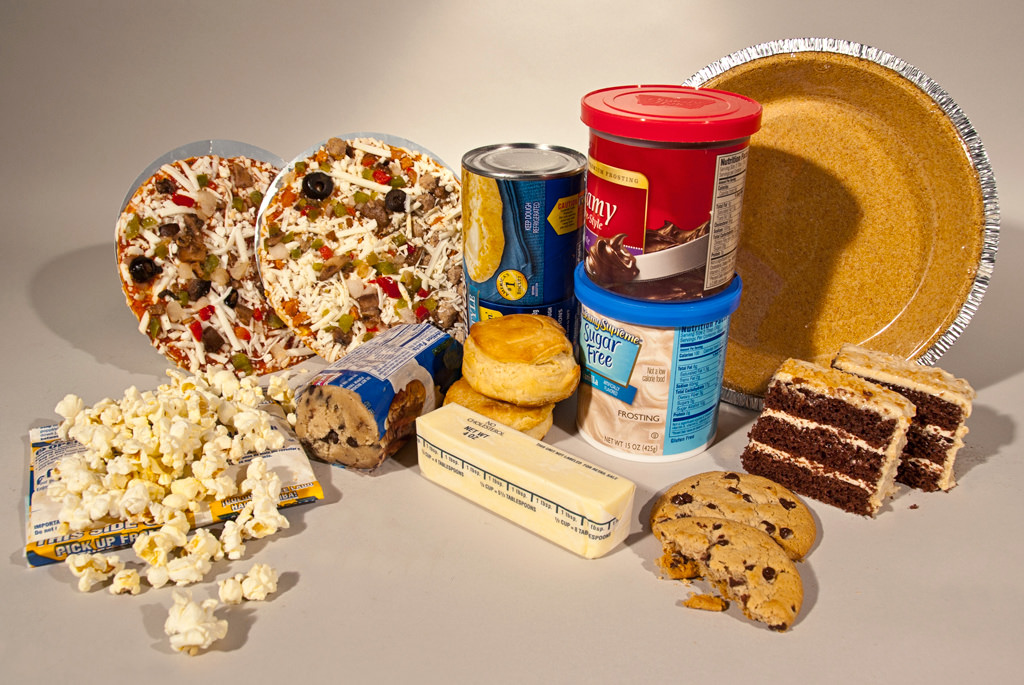
Plats préparés contenant des graisses hydrogénées.

L’hydrogénation des corps gras est un procédé du secteur agro-alimentaire consistant à traiter chimiquement des corps gras insaturés présents dans les aliments (le plus souvent des huiles végétales) pour en faire des corps gras saturés, de consistance davantage pâteuse.
Cette technique présente divers avantages pour le producteur : elle élève le point de fusion des graisses, ce qui rend par exemple les gâteaux et biscuits plus croustillants ; l'hydrogénation des huiles alimentaires fournit aussi des ersatz économiques aux graisses animales, tout en offrant une  palette plus large de consistances ; elle ralentit le rancissement et allonge donc la durée de conservation. Pour toutes ces raisons, ce sont les corps gras les plus utilisés dans les plats préparés.
L'hydrogénation est une réaction catalysée effectuée dans un réacteur chimique à haute pression. Les sels de nickel catalysant la réaction sont extraits à la fin de la réaction.

## Description du procédé
L’hydrogénation est réalisée en dissolvant sous quasi-vide des sels catalytiques dans l'huile à très haute température, et en injectant de l'hydrogène. En présence de nickel catalyseur, les carbones à liaison double perdent une liaison avec les carbones liés, et peuvent chacun capter un atome d'hydrogène.

Mécanismes favorables (à gauche) et toxiques pour l'hydrogénation partielle d'une huile végétale. L’acide élaïdique est un acide gras trans dangereux pour l’Homme.

L’hydrogénation complète aboutit à la disparition des liaisons doubles de l'huile. Pratiquement, on caractérise le procédé par son degré d'hydrogénation, qui est réglé à la fois par le taux d'hydrogène injecté, la teneur en sels catalyseurs, le temps de séjour et la température du réacteur.

## Risques pour l'Homme
L’isomérisation Cis–trans d'une partie seulement des graisses donne naissance à des acides gras trans, dont il a été démontré qu'ils provoquent des maladies cardiovasculaires. La conversion d'isomères « cis » en isomères « trans » est privilégiée dans la réaction de saturation, car la configuration « trans » est plus stable : à l'équilibre, la proportion d'isomères trans/cis est d'environ 2 pour 1.
Plusieurs pays ont réagi en instituant une réglementation des graisses hydrogénées dans le secteur agroalimentaire, passant notamment par l’étiquetage obligatoire des aliments contenant ce type de composés,. L’United States Food and Drug Administration, après avoir écarté les huiles hydrogénées des aliments « Generally recognized as safe », les a classés en 2018 « additifs alimentaires. »

## Histoire
Le chimiste Paul Sabatier, qui était, à la fin des années 1890, le pionnier de l’étude des réactions d'hydrogénation, ne travaillait que sur les phases gazeuses. Or, en 1901, l'Allemand Wilhelm Normann montra la possibilité pratique d'hydrogéner les huiles en phase liquide en utilisant un réacteur pressurisé, et il breveta l'année suivante un procédé permettant de stabiliser l'huile de baleine et les huiles de foie de poisson et de prolonger leur durée de consommation par l'homme. De 1905 à 1910, Normann dota la société Herford d’une conserverie exploitant la stabilisation des huiles halieutiques. Simultanément, les conserveries Joseph Crosfield & Sons se lançaient dans une exploitation à grande échelle du procédé à Warrington : dès la première année de mise en service de leur chaîne de traitement (1909), l’usine produisit près de 3 000 tonnes d'huile stabilisée.

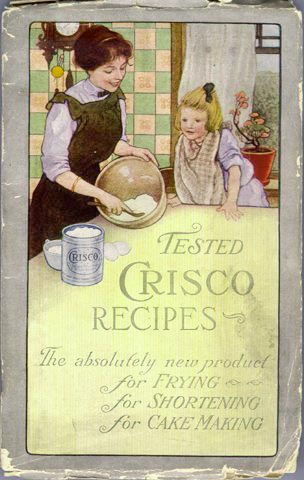
Page de couverture originale du manuel de cuisine Crisco (1912).

En 1909, Procter & Gamble acquit les droits d’exploitation du brevet pour les Etats-Unis. Deux ans plus tard, cette société commercialisait se première huile alimentaire, Crisco, préparée essentiellement avec de l’huile de coton. La distribution de livres de cuisine gratuits avec les bouteilles fit bondir le chiffre des ventes les premières années.
Vers 1910, les États-Unis se mirent à importer du soja comme source de protéines pour l’élevage ; Les usines d'aliments pour le bétail produisaient de grandes quantités d'huile impropre à l'éclairage, tandis que la consommation de beurre augmentait. Les fabricants de margarine se persuadèrent que les graisses hydrogénées se conservaient plus longtemps que le beurre à tartiner, obtenu par addition d'huile végétale au beurre naturel. C'est ainsi que dès les années 1920, des margarines à base d'huile de soja hydrogénée : Crisco, Spry etc., ont commencé à remplacer beurre et saindoux dans la confection du pain, des gâteaux et des pâtes à gâteau sur le marché anglo-américain.
La production de graisses hydrogénées a connu une croissance soutenue jusque dans les années 1960, remplaçant peu à peu la graisse animale à travers tout le monde occidental. Et si, au début, le principal argument était le prix des plats préparés, la publicité vanta par la suite les avantages des graisses végétales et de la margarine pour la santé des consommateurs, par rapport aux graisses saturées présentes dans le beurre fermier.
Mais la découverte du risque cardiovasculaire des graisses partiellement hydrogénées, la réglementation et l'étiquetage ont fait reculer leur part de marché dans l'alimentation,,. Les industriels leur préfèrent les graisses végétales saturées, de consistance plus pâteuse, tirées d'huile de palme ou d’huile de coco, et les mélanges de triglycérides (procédé dit « inter-estérification des graisses »), qui écartent le risque de formation de graisses trans.